# مسجد قاهر التتار
جامع قاهر التتار السلطان ، أنشأته وزارة الأوقاف المصرية تخليدا لذكرى قاهر التتار قطز بمصر الجديدة.

## وصفه
يتكون الجامع من مربع كبير يتوسطه صحن مغطى. ويحيط به أربعة إيوانات يتقدم كلا منها عمودان وإيوان القبلة أعمقها. وملحق بالجامع مكتبة وساحة تتكون من صحن مكشوف يحيط به الأروقة من ثلاث جهات، وقد أعدت هذه الساحة، وتماثل في مساحتها مساحة المسجد، للاجتماعات العامة كالأفراح والمآتم والاحتفالات الدينية والوطنية.

## روابط خارجية
- آثار القاهرة الإسلامية نسخة محفوظة 31 مايو 2014 على موقع واي باك مشين.